# Penicillium granulatum
Penicillium granulatum Bainier – gatunek grzybów z klasy Eurotiomycetes. Mikroskopijne grzyby strzępkowe.

## Systematyka
Pozycja w klasyfikacji według Index Fungorum: Penicillium, Aspergillaceae, Eurotiales, Eurotiomycetidae, Eurotiomycetes, Pezizomycotina, Ascomycota, Fungi.
Po raz pierwszy opisał go w 1905 roku Georges Bainier na korzeniach dębu we Francji. Synonim: Penicillium granulatum var. globosum Bridge, D. Hawksw., Kozak., Onions, R.R.M. Paterson, Sackin & Sneath 1989:

## Badania naukowe
W Polsce podano liczne stanowiska. Wyizolowano go z powietrza wewnątrz budynków, z resztek roślinnych, ryzosfery i korzeni jodły pospolitej i wielu roślin uprawnych.
Jest także grzybem wodnym. Wyizolowano go z osadu morskiego pochodzącego z głębokości 2248 m. W próbce zawierającej szczep P. granulatum z tego osadu wyizolowano wcześniej nieznane związki chemiczne (roquefortyna) i cztery znane alkaloidy roquefortyny, wraz z sześcioma analogami ergosterolu. Trzy z tych związków wykazały silne działanie antyproliferacyjne przeciwko komórkom nowotworowym HepG2.